# Pietro Monti
Pietro Monti (ur. 13 września 1853 w Genzano di Roma, zm. 24 czerwca 1909 tamże) – włoski duchowny rzymskokatolicki, biskup Tivoli, delegat apostolski w Chile.

## Biografia
29 listopada 1895 papież Leon XIII mianował go biskupem Tivoli. 1 grudnia 1895 w bazylice świętych Dwunastu Apostołów w Rzymie przyjął sakrę biskupią z rąk wikariusza generalnego Rzymu kard. Lucido Marii Parocchiego. Współkonsekratorami byli emerytowany wikariusz apostolski Konstantynopola abp Antonio Maria Grasselli OFMConv oraz emerytowany biskup Jass Nicola Giuseppe Camilli OFMConv.
20 grudnia 1902 ten sam papież ustanowił go delegatem apostolskim w Chile oraz 30 grudnia 1902, po oficjalnej rezygnacji z biskupstwa Tivoli, arcybiskupem tytularnym antiocheńskim. Misję w Chile pełnił do 31 października 1907.